# Hainai
Ioni (Inie, Hainai), vodeće pleme kadojske konfederacije Hasinai, koji su do svog progona 1859. živjeli u najvećem plemenskom seoskom kompleksu u dolini rijeke Angelina, u sadašnjem istočnom Teksasu.
Prema Hodgeu tzv. Kanohatino (Ayano ili Cannohatinno) Indijanci iz La Salleovih priča iz 1687. nisu Hainai, niti ijedno pleme, nego je riječ Kano-hatino kadojski ekvivalent rijeke Red River.
U svojim običajima i društvenoj organizaciji vjerojatno se nisu mnogo razlikovali Od ostalih caddoanskih plemena. Nakon prisilnog preseljenja u Oklahomu integrirali su se u suvremenu Caddo naciju.